# Kačina
Zámek Kačina patří mezi nejvýznamnější stavby empírové architektury v Česku. Nachází se v katastru obce Svatý Mikuláš, při silnici do Nových Dvorů, zhruba 6,5 km severovýchodně od okresní Kutné Hory. Je chráněn jako národní kulturní památka. Dnes je jedním z muzeí Národního zemědělského muzea.

## Popis

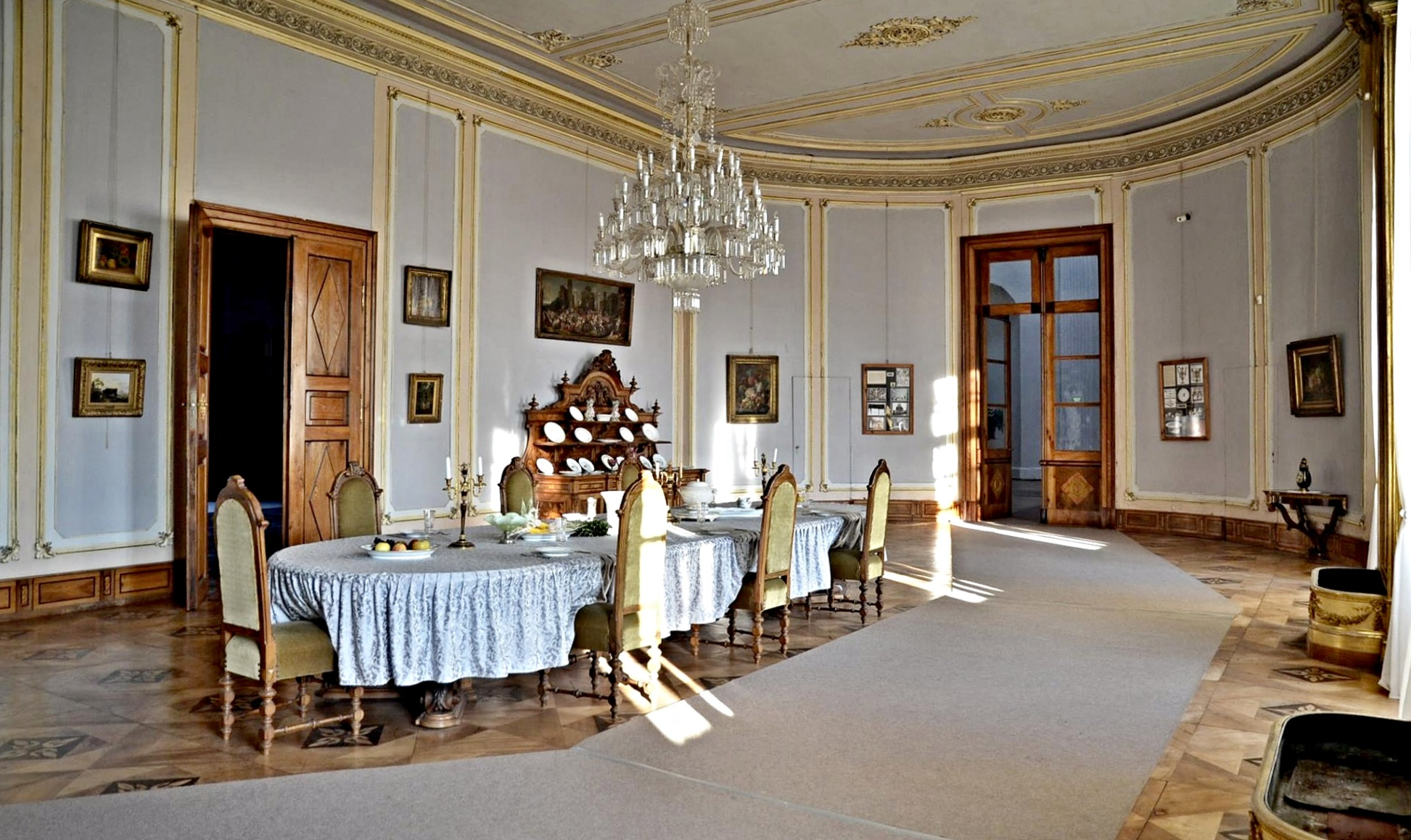
Zámecká jídelna

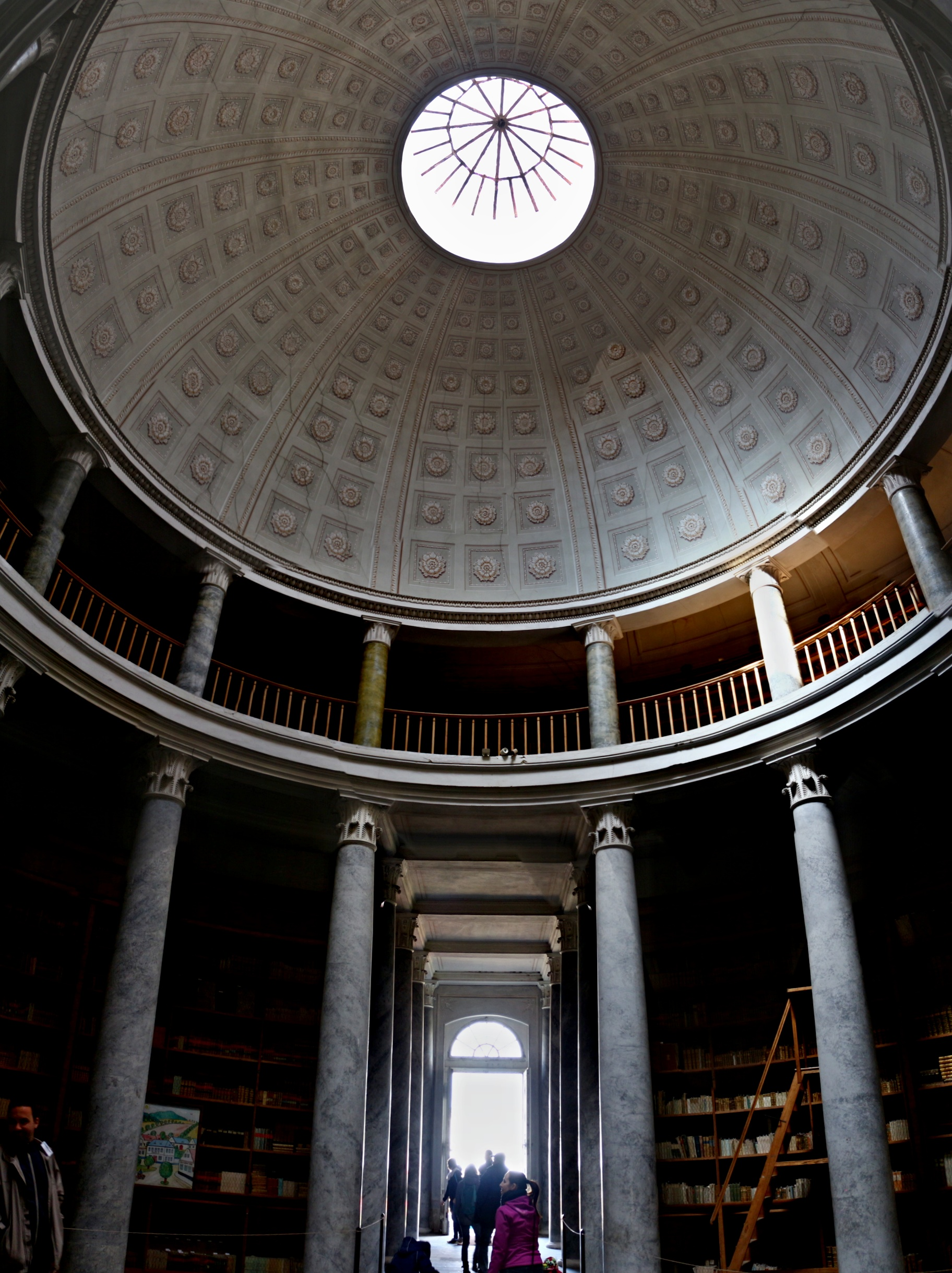
Zámecká knihovna

Velkolepá zámecká budova na půdorysu otevřené podkovy se nachází na rozsáhlém prostranství parku navrženého roku 1789 vídeňským botanikem Nikolausem Josephem von Jacquin ve volné krajině při obci Svatý Mikuláš.
Střední část tvoří dvoupodlažní budova s klasickým portikem o šesti sloupech s tympanonem. Na ni na obou koncích navazují přízemní obytná stavení na obloukovitém půdorysu se sloupovým ochozem, zakončená patrovými budovami knihovny (vlevo) a nedokončené kaple a divadla. Ve střední části jsou reprezentační a obytné prostory včetně kruhového vstupního sálu s lucernou a velkého tanečního sálu. Celá stavba podélně měří 227 m. Na sochařské výzdobě se podíleli A. Schrott a Václav Prachner.
V interiéru zámku se nachází muzeum českého venkova Národního zemědělského muzea. Součástí bohatých expozic je také knihovna rodu Chotků čítající na 40 000 svazků z doby od 16. po 19. století, zámecké divadlo, lékárna a skleník.
Stavba bývá často označována za empírovou, např. v památkovém katalogu Národního památkového ústavu. Podle některých zdrojů ale nemá architektura zámku s empírem nic společného; budova zámku je podle nich ve skutečnosti nejčistším českým projevem palladiánské architektury, kterou hrabě Chotek poznal už za své cesty po Evropě v roce 1770, a která se do střední Evropy šířila kromě plánů přímo Palladiových italských staveb také prostřednictvím anglických a ruských šlechtických sídel 18. století.[zdroj?]

## Historie
Zámek, zvaný dříve také „Husa“, dal postavit nejvyšší purkrabí Království českého hrabě Jan Rudolf Chotek z Chotkova na novodvorském panství, které již roku 1764 zakoupil Jan Karel Chotek. Starší novodvorský zámek v obci i přes celkové rozsáhlé úpravy nevyhovoval potřebám sídla, proto zde hrabě Chotek ponechal pouze správu panství a nechal vystavět nový sídelní zámek.
Výstavba probíhala v letech 1802–1822 podle postupně upravovaných plánů drážďanského architekta Ch. F. Schurichta. Stavbu realizovali postupně pražský architekt Jiří Fischer, po něm pak Johann Philip Joendl a Anton Arche.

### 20. století

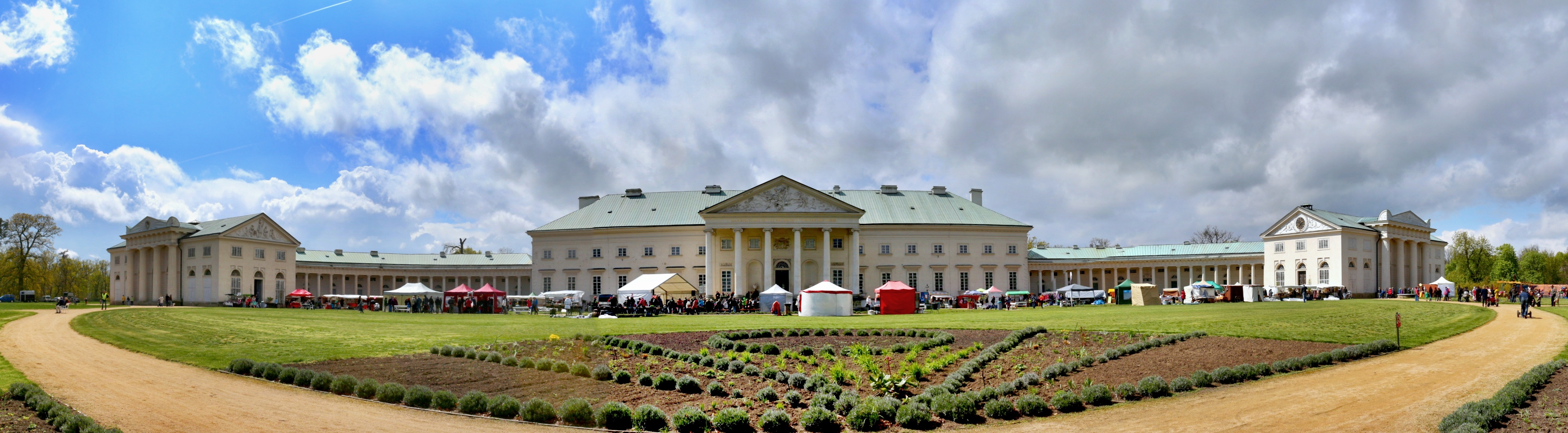
Celkový pohled na průčelí hlavní budovy zámku Kačina při pohledu z čestného dvora

Po smrti Emericha Chotka (1833–1911) zámek s panstvím přešel do vlastnictví dědiců z rodu Thun-Hohenštejnů, konkrétně Emerichova synovce Quida Thun-Hohenštejna (1873–1955). Ten byl údajně vášnivý lovec, který jezdil i na africká safari, a majetek předlužil. Za Protektorátu byl zámek v nucené dražbě prodán nacistické organizaci mládeže Hitlerjugend, po válce byl znárodněn a od roku 1950 jej využívá Národní zemědělské muzeum.

## Muzeum českého venkova
Národní zemědělské muzeum získalo zámek počátkem 50. let 20. století a postupně vybudovalo muzeum českého venkova s několika expozicemi: zámecké divadlo, zámecká knihovna ad. V dobách socialismu byly sbírkové expozice umístěny v celé ploše přístupné části zámku, tj. například v tanečním sále stály pluhy a vycpaniny hospodářských zvířat. Původní mobiliář byl rozprášen po různých místech okresu. V současné době je piano nobile citlivě rekonstruováno podle dochovaných fotografií s využitím dohledaného mobiliáře.

### Expozice
- Chotkové a jejich panství Nové dvory, knihovna a divadlo, lékárna, obrazárna
- Hospodářské zázemí zámku
- Jak se stavěl zámek
- Zámecká truhlárna
- Zámecká konírna
- Mlýny na Novodvorském panství
- Království včel
- Kačina na dotek
- Příběh dřeva
- Venkovní expozice Ze života hmyzu, skleníky, zahrada léčivých bylin, naučná stezka parkem

## Zámek ve filmu
Na zámku se natáčely následující filmy a pohádky:
- Hvězda života (1998, Milan Cieslar)
- Červený bedrník, Přátelé a nepřátelé (2000, Simon Langton)
- České století (2013, Robert Sedláček)
- Návštěvníci 3, Revoluce (2016, Jean-Marie Poiré)
- Marie Terezie (2019, režie Robert Dornhelm)
- Cesta za oceán (2020, TV seriál, Alexander Eik, Janic Heen)[8]
- O vánoční hvězdě (2020, režie Karel Janák)

## Další pracoviště a výstavní budovy Národního zemědělského muzea
- NZM Čáslav, muzeum zemědělské techniky
- NZM Praha, Příběh zemědělství
- NZM Ohrada, muzeum lesnictví, myslivosti a rybářství
- NZM Valtice, muzeum vinařství, zahradnictví a životního prostředí
- NZM Ostrava, muzeum potravin a zemědělských strojů